# Mine de Pitinga
La mine de Pitinga est une mine à ciel ouvert  d'étain, située au Brésil dans l'état de l'Amazonas, au nord de Manaus. Elle est possédée par Mineração Taboca.

## Production
Pitinga est la principale mine d'étain du Brésil. L'extraction a commencé dans les années 1980 après la construction d'un aérodrome et d'une route reliant la route fédérale BR-174 au site. La production a atteint un maximum de 20 000 tonnes par an en 1990 ; depuis 1995, elle se situe un peu en dessous de 10 000 tonnes par an. Les réserves sont estimées à environ un siècle. Le minerai extrait de Pitinga est traité dans une usine métallurgique de São Paulo,.

## Aspects environnementaux
La mine est située à proximité du territoire indigène Waimiri-Atroari. À plusieurs reprises, des déchets d'exploitation de la mine ont été déversés dans les cours d'eau avoisinants et ont entrainé des pollutions. Des procès sont intentés aux propriétaires de la mine.